# Paulo Silas
Paulo Silas do Prado Pereira meglio noto solo come Silas (Campinas, 27 agosto 1965) è un allenatore di calcio ed ex calciatore brasiliano, di ruolo centrocampista.

## Biografia
Fa parte dell'associazione Atleti di Cristo. È zio del calcettista Thiago Grippi.

## Carriera

### Giocatore

#### Club
Crebbe calcisticamente nel São Paulo, dove si mise in luce totalizzando 57 presenze con 17 gol conquistando il titolo nazionale nel 1986. Il primo passaggio al calcio europeo, in Portogallo allo Sporting Lisbona, fu altrettanto proficuo: 47 presenze, 11 gol e un ottimo feeling con compagni ed allenatori.
Nell'ottobre 1990 venne ingaggiato del Cesena facendo il suo debutto in Serie A nel settimo turno del campionato 1990-1991 contro il Torino. I granata passarono in vantaggio poi, al 23' del primo tempo, Silas si incaricò della battuta di un calcio di punizione da 30 metri. La forte conclusione del brasiliano si insaccò nel sette riequilibrando il risultato. Purtroppo però per il Cesena fu una stagione deludente, conclusasi in penultima piazza a fine campionato. Silas giocò dignitosamente bene, confermando a tratti le sue doti, collezionando 26 presenze e 3 reti. Nell’estate del 1991 trovò un nuovo ingaggio venendo tesserato dalla Sampdoria di Boškov, fresca dello storico scudetto, che puntava a confermarsi al vertice. Ancora una volta, il brasiliano iniziò la stagione segnando un gol al suo debutto, questa volta contro il Cagliari. Poi però si spense pian piano proprio come la sua Sampdoria che, dopo la sfavillante stagione precedente, dovette accontentarsi del sesto posto. I doriani furono però protagonisti di un entusiasmante cammino in Coppa dei Campioni, arrivando addirittura in finale con il Barcellona di Cruijff a Londra. La storica sconfitta contro i catalani, vittoriosi 1-0 grazie ad una punizione di Koeman, non vide però Silas tra i protagonisti: infatti non entrò in campo neppure per un minuto.
Dopo una sola stagione lasciò la Sampdoria e da quel momento iniziò il suo girovagare: tornò in Brasile con Internacional e Vasco da Gama, passò in Argentina al San Lorenzo, ritornò al San Paolo dove era cresciuto da ragazzino per poi tentare l’avventura nipponica al Kyoto Sanga; infine gli ultimi scampoli in Brasile con Rio Branco, Ituano, América di Belo Horizonte, Portuguesa e Internacional de Limeira.

#### Nazionale
Dopo la partecipazione al Mondiale Under-20 del 1985 dove ottiene il riconoscimento di miglior giocatore del torneo, Silas gioca con la Seleção 38 volte, andando a segno in una sola occasione e prendendo parte alle spedizioni verde-oro ai Mondiale del 1986 e del 1990.

### Allenatore
In patria ha allenato nel 2006 la formazione del Fortaleza, dal 2007 al 2009 l'Avaì e nel 2010 il Gremio.
Dal 2010 diviene allenatore del Flamengo e nel 2011 torna all'Avaí.

## Statistiche

### Cronologia presenze e reti in nazionale
| Cronologia completa delle presenze e delle reti in nazionale ― Brasile | Cronologia completa delle presenze e delle reti in nazionale ― Brasile | Cronologia completa delle presenze e delle reti in nazionale ― Brasile | Cronologia completa delle presenze e delle reti in nazionale ― Brasile | Cronologia completa delle presenze e delle reti in nazionale ― Brasile | Cronologia completa delle presenze e delle reti in nazionale ― Brasile | Cronologia completa delle presenze e delle reti in nazionale ― Brasile | Cronologia completa delle presenze e delle reti in nazionale ― Brasile |
| Data                                                                   | Città                                                                  | In casa                                                                | Risultato                                                              | Ospiti                                                                 | Competizione                                                           | Reti                                                                   | Note                                                                   |
| ---------------------------------------------------------------------- | ---------------------------------------------------------------------- | ---------------------------------------------------------------------- | ---------------------------------------------------------------------- | ---------------------------------------------------------------------- | ---------------------------------------------------------------------- | ---------------------------------------------------------------------- | ---------------------------------------------------------------------- |
| 16-3-1986                                                              | Budapest                                                               | Ungheria                                                               | 3 – 0                                                                  | Brasile                                                                | Amichevole                                                             | -                                                                      |                                                                        |
| 17-4-1986                                                              | Brasilia                                                               | Brasile                                                                | 3 – 0                                                                  | Finlandia                                                              | Amichevole                                                             | -                                                                      | 79’                                                                    |
| 30-4-1986                                                              | Brasilia                                                               | Brasile                                                                | 4 – 2                                                                  | Jugoslavia                                                             | Amichevole                                                             | -                                                                      | 80’                                                                    |
| 16-6-1986                                                              | Guadalajara                                                            | Brasile                                                                | 4 – 0                                                                  | Polonia                                                                | Mondiali 1986 - Ottavi di finale                                       | -                                                                      | 73’                                                                    |
| 21-6-1986                                                              | Guadalajara                                                            | Brasile                                                                | 1 – 1 dts (3 – 4 dtr)                                                  | Francia                                                                | Mondiali 1986 - Quarti di finale                                       | -                                                                      | 91’                                                                    |
| 19-5-1987                                                              | Londra                                                                 | Inghilterra                                                            | 1 – 1                                                                  | Brasile                                                                | Amichevole                                                             | -                                                                      | 82’                                                                    |
| 23-5-1987                                                              | Dublino                                                                | Irlanda                                                                | 1 – 0                                                                  | Brasile                                                                | Amichevole                                                             | -                                                                      |                                                                        |
| 21-6-1987                                                              | Florianópolis                                                          | Brasile                                                                | 4 – 1                                                                  | Ecuador                                                                | Amichevole                                                             | -                                                                      | Ingresso                                                               |
| 24-6-1987                                                              | Porto Alegre                                                           | Brasile                                                                | 1 – 0                                                                  | Paraguay                                                               | Amichevole                                                             | -                                                                      | Ingresso                                                               |
| 28-6-1987                                                              | Córdoba                                                                | Venezuela                                                              | 0 – 5                                                                  | Brasile                                                                | Coppa America 1987 - 1º turno                                          | -                                                                      | 72’                                                                    |
| 8-6-1989                                                               | Porto Alegre                                                           | Brasile                                                                | 4 – 0                                                                  | Portogallo                                                             | Amichevole                                                             | -                                                                      | 65’                                                                    |
| 16-6-1989                                                              | Copenaghen                                                             | Brasile                                                                | 1 – 2                                                                  | Svezia                                                                 | Amichevole                                                             | -                                                                      | 73’                                                                    |
| 18-6-1989                                                              | Copenaghen                                                             | Danimarca                                                              | 4 – 0                                                                  | Brasile                                                                | Amichevole                                                             | -                                                                      | 64’                                                                    |
| 1-7-1989                                                               | Salvador                                                               | Brasile                                                                | 3 – 1                                                                  | Venezuela                                                              | Coppa America 1989 - 1º turno                                          | -                                                                      | 7’                                                                     |
| 9-7-1989                                                               | Recife                                                                 | Brasile                                                                | 2 – 0                                                                  | Paraguay                                                               | Coppa America 1989 - 1º turno                                          | -                                                                      | 28’                                                                    |
| 12-7-1989                                                              | Rio de Janeiro                                                         | Brasile                                                                | 2 – 0                                                                  | Argentina                                                              | Coppa America 1989 - 2º turno                                          | -                                                                      | 75’                                                                    |
| 14-7-1989                                                              | Rio de Janeiro                                                         | Brasile                                                                | 3 – 0                                                                  | Paraguay                                                               | Coppa America 1989 - 2º turno                                          | -                                                                      |                                                                        |
| 16-7-1989                                                              | Rio de Janeiro                                                         | Brasile                                                                | 1 – 0                                                                  | Uruguay                                                                | Coppa America 1989 - 2º turno                                          | -                                                                      | 86’                                                                    |
| 23-7-1989                                                              | Rio de Janeiro                                                         | Brasile                                                                | 1 – 0                                                                  | Giappone                                                               | Amichevole                                                             | -                                                                      | 46’                                                                    |
| 30-7-1989                                                              | Caracas                                                                | Venezuela                                                              | 0 – 4                                                                  | Brasile                                                                | Qual. Mondiali 1990                                                    | -                                                                      | 63’                                                                    |
| 13-8-1989                                                              | Santiago del Cile                                                      | Cile                                                                   | 1 – 1                                                                  | Brasile                                                                | Qual. Mondiali 1990                                                    | -                                                                      | 66’                                                                    |
| 20-8-1989                                                              | San Paolo                                                              | Brasile                                                                | 6 – 0                                                                  | Venezuela                                                              | Qual. Mondiali 1990                                                    | 1                                                                      |                                                                        |
| 3-9-1989                                                               | Rio de Janeiro                                                         | Brasile                                                                | 2 – 0                                                                  | Cile                                                                   | Qual. Mondiali 1990                                                    | -                                                                      |                                                                        |
| 14-10-1989                                                             | Bologna                                                                | Italia                                                                 | 0 – 1                                                                  | Brasile                                                                | Amichevole                                                             | -                                                                      | 68’                                                                    |
| 14-11-1989                                                             | João Pessoa                                                            | Brasile                                                                | 0 – 0                                                                  | Jugoslavia                                                             | Amichevole                                                             | -                                                                      | 75’                                                                    |
| 20-12-1989                                                             | Rotterdam                                                              | Paesi Bassi                                                            | 0 – 1                                                                  | Brasile                                                                | Amichevole                                                             | -                                                                      | 73’                                                                    |
| 28-3-1990                                                              | Londra                                                                 | Inghilterra                                                            | 1 – 0                                                                  | Brasile                                                                | Amichevole                                                             | -                                                                      | 46’                                                                    |
| 5-5-1990                                                               | Campinas                                                               | Brasile                                                                | 2 – 1                                                                  | Bulgaria                                                               | Amichevole                                                             | -                                                                      |                                                                        |
| 13-5-1990                                                              | Rio de Janeiro                                                         | Brasile                                                                | 3 – 3                                                                  | Germania Est                                                           | Amichevole                                                             | -                                                                      | 61’                                                                    |
| 10-6-1990                                                              | Torino                                                                 | Brasile                                                                | 2 – 1                                                                  | Svezia                                                                 | Mondiali 1990 - 1º turno                                               | -                                                                      | 82’                                                                    |
| 16-6-1990                                                              | Torino                                                                 | Brasile                                                                | 1 – 0                                                                  | Costa Rica                                                             | Mondiali 1990 - 1º turno                                               | -                                                                      | 86’                                                                    |
| 24-6-1990                                                              | Torino                                                                 | Brasile                                                                | 0 – 1                                                                  | Argentina                                                              | Mondiali 1990 - Ottavi di finale                                       | -                                                                      | 84’                                                                    |
| 25-11-1992                                                             | Campina Grande                                                         | Brasile                                                                | 1 – 2                                                                  | Uruguay                                                                | Amichevole                                                             | -                                                                      | 46’                                                                    |
| 16-12-1992                                                             | Porto Alegre                                                           | Brasile                                                                | 3 – 1                                                                  | Germania                                                               | Amichevole                                                             | -                                                                      | 89’                                                                    |
| Totale                                                                 |                                                                        | Presenze                                                               | 34                                                                     |                                                                        | Reti                                                                   | 1                                                                      |                                                                        |

## Palmarès

### Giocatore

#### Club
- Campionato brasiliano: 1

San Paolo: 1986
- Supercoppa italiana: 1

Sampdoria: 1991
- Coppa del Brasile: 1

Internacional: 1992
- Campionato argentino: 1

San Lorenzo: Clausura 1995

#### Nazionale
- Campionato mondiale Under-20: 1

URSS 1985
- Coppa America: 1

1989

#### Individuale
- Pallone d'oro del campionato del mondo Under-20: 1

URSS 1985

### Allenatore
- Campionato Catarinense: 1

Avaí: 2009
- Campionato Gaúcho: 1

Grêmio: 2010
- Campionato del Nordest: 1

Ceará: 2015